# قلعة دونستانبيرغ
قلعة دونستاربيرغ (بالإنجليزية: Dunstanburgh Castle) تقع على رأس ساحل نورثمبرلاند في شمال إنجلترا، بين قريتي كراستير وإمبلتون. تعد القلعة الأكبر بين القلاع في نورثمبرلاند وتم تشييدها سنة 1313 من قبل ايرل لانكستر.

## التاريخ
تشير الأدلة الحديثة إلى أن موقع القلعة كانت تحتله آثار لمباني في عصور ما قبل التاريخ، ومع ذلك، يبقى بداية تاريخ القلعة في القرن 14، في عهد إيرل توماس لانكستر، ابن عم إدوارد الثاني ملك إنجلترا، بدأ بناء القلعة بحلول موعد إعدامه عام 1322، اكتمل بناء القلعة إلى حد كبير في عهد جون غونت دوق لانكستر في أواخر القرن 14.
لم يكن للقلعة دور كبير في الحرب على الحدود الاسكوتلندية في حرب الوردتين.

## معرض

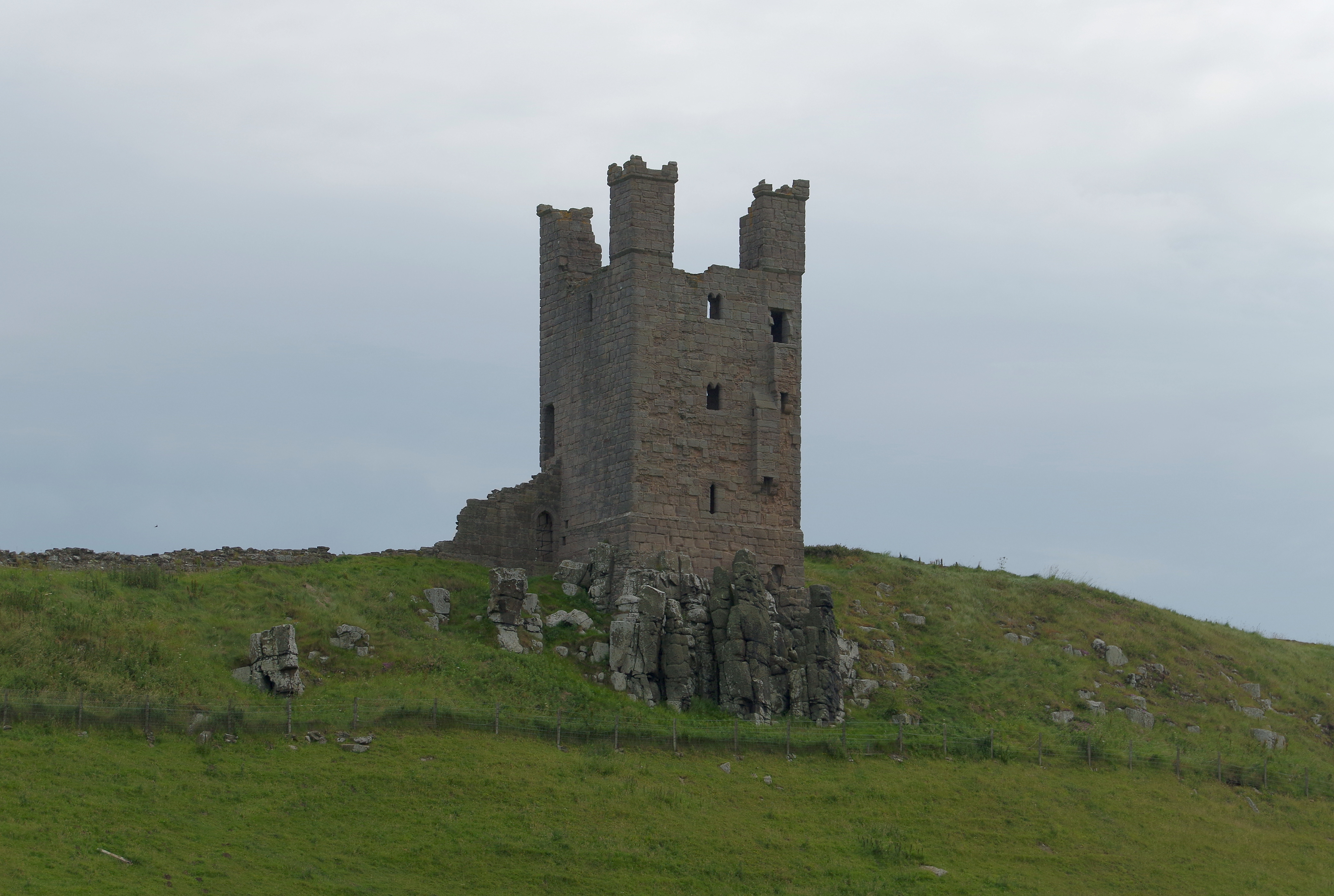
دونستان ستيدز قلعة دونستانبرغ 1
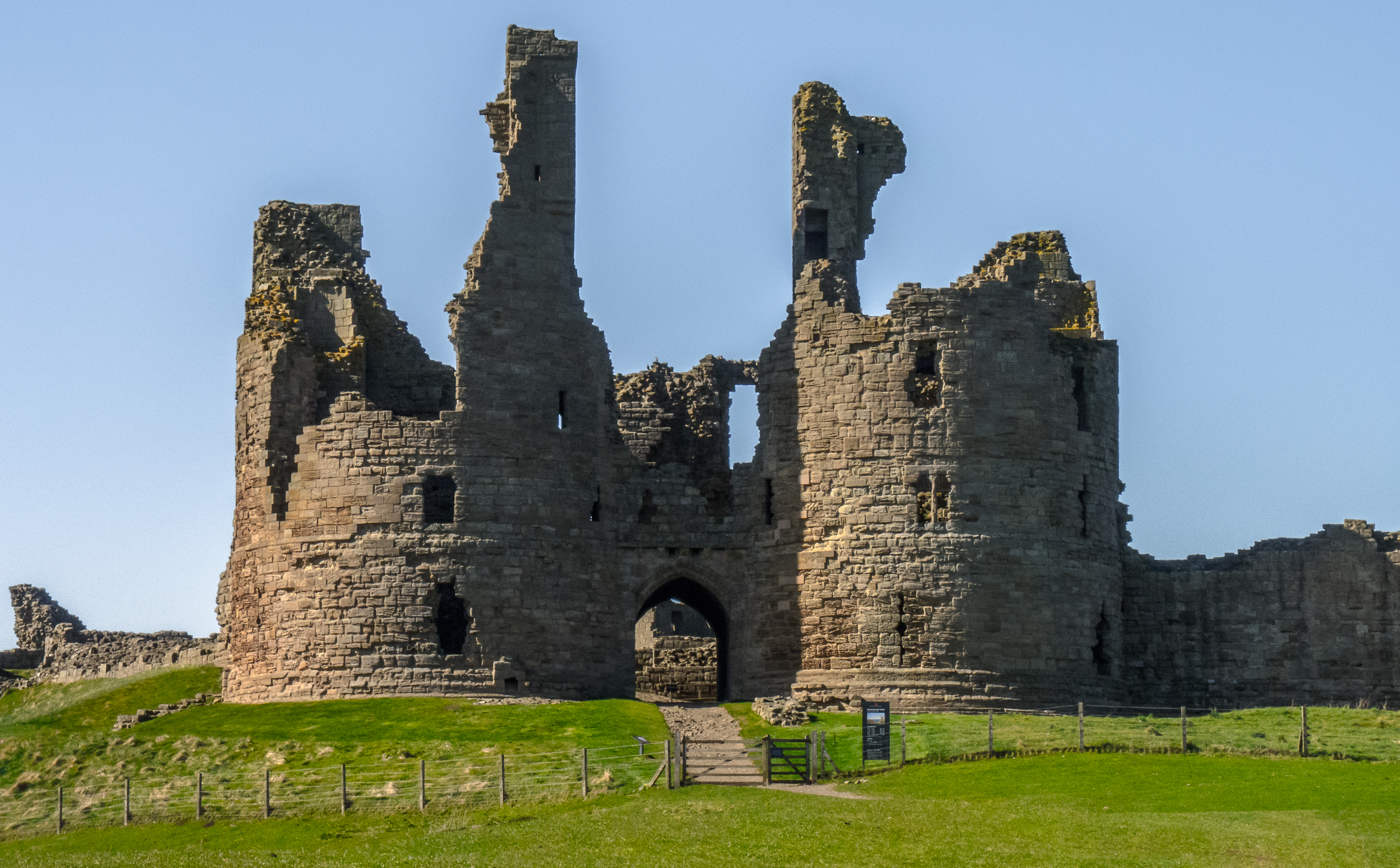
دونستان ستيدز قلعة دونستانبرغ 2
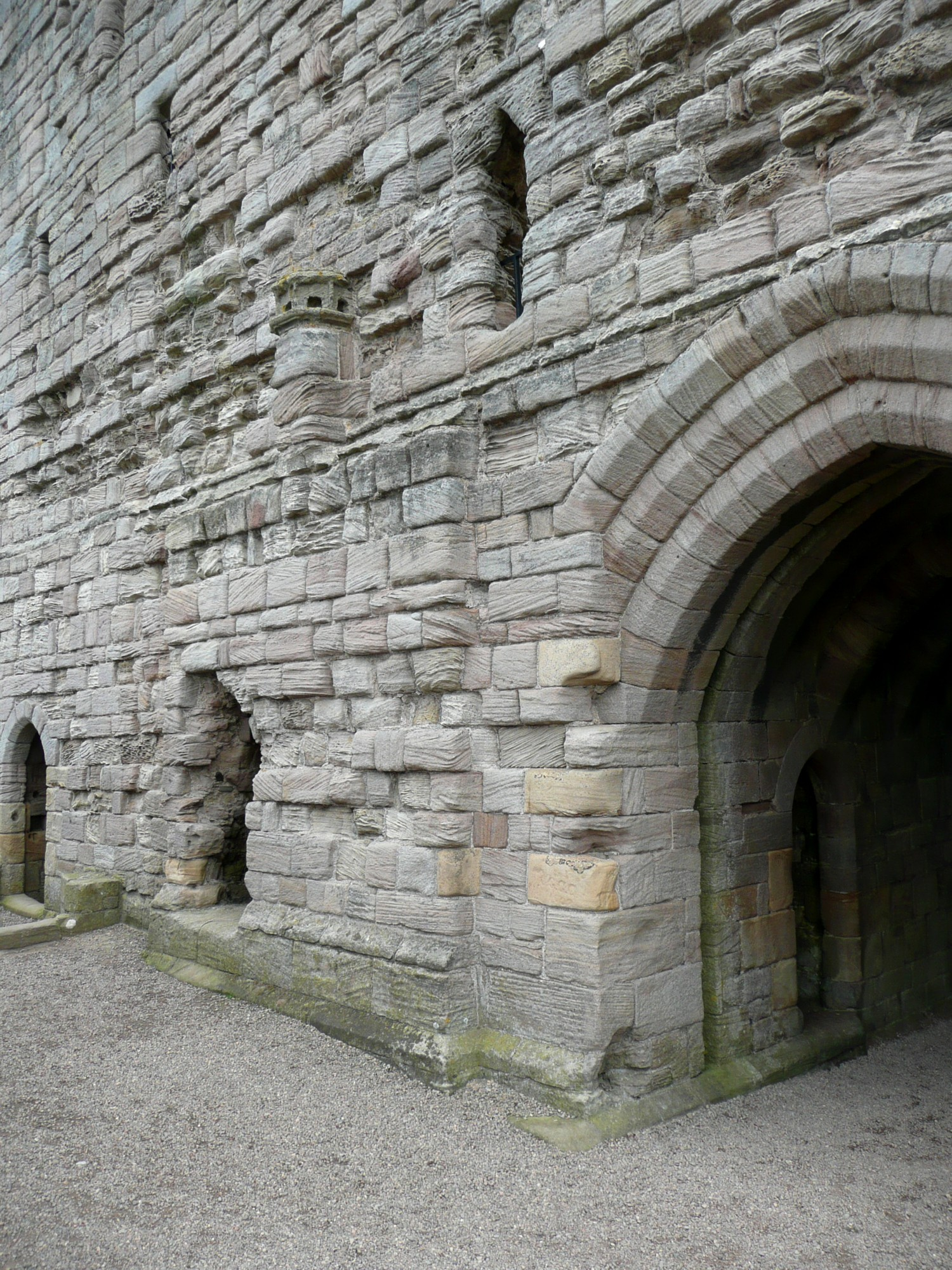
تفاصيل القلغة
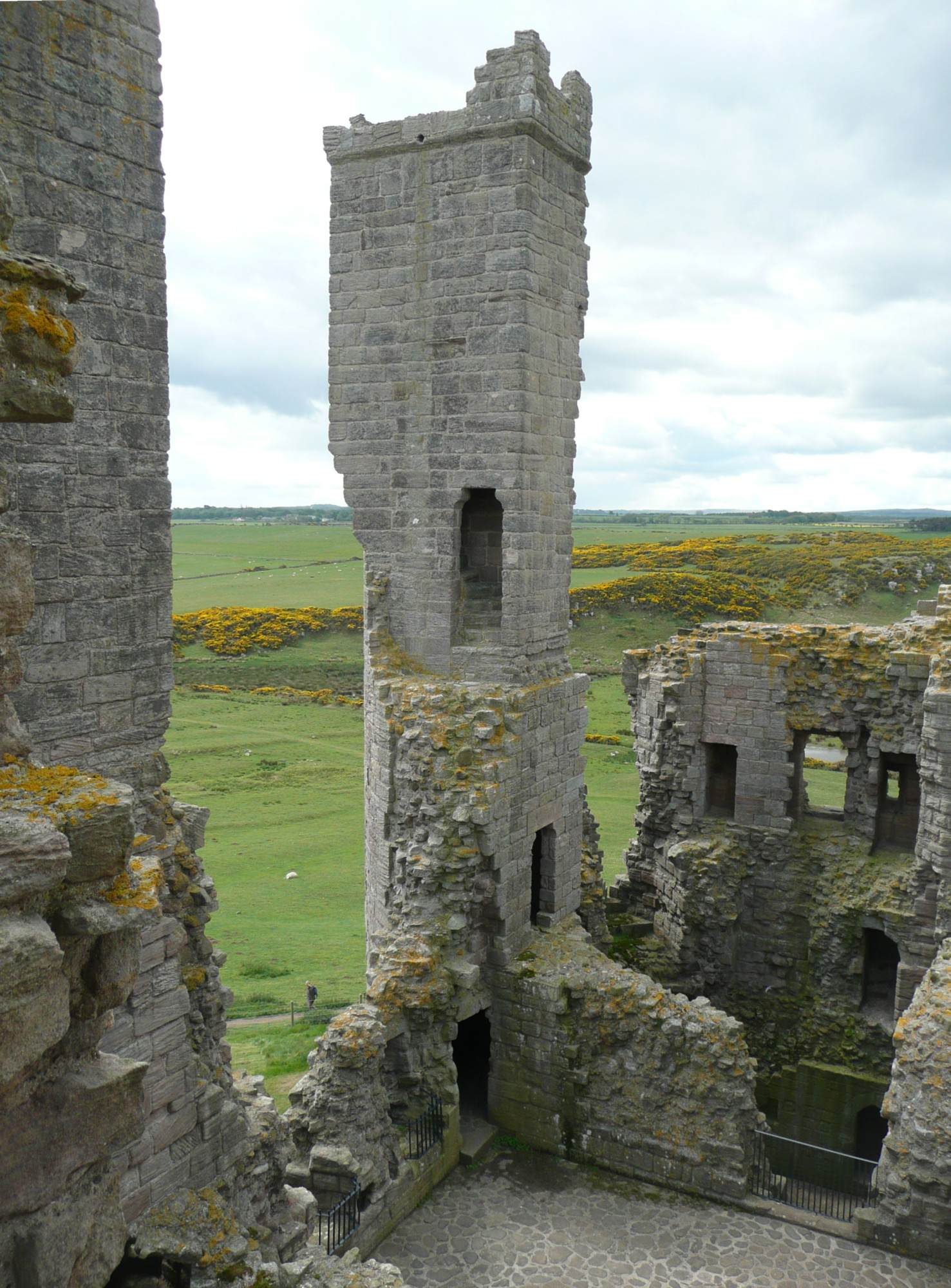
برج مراقبة
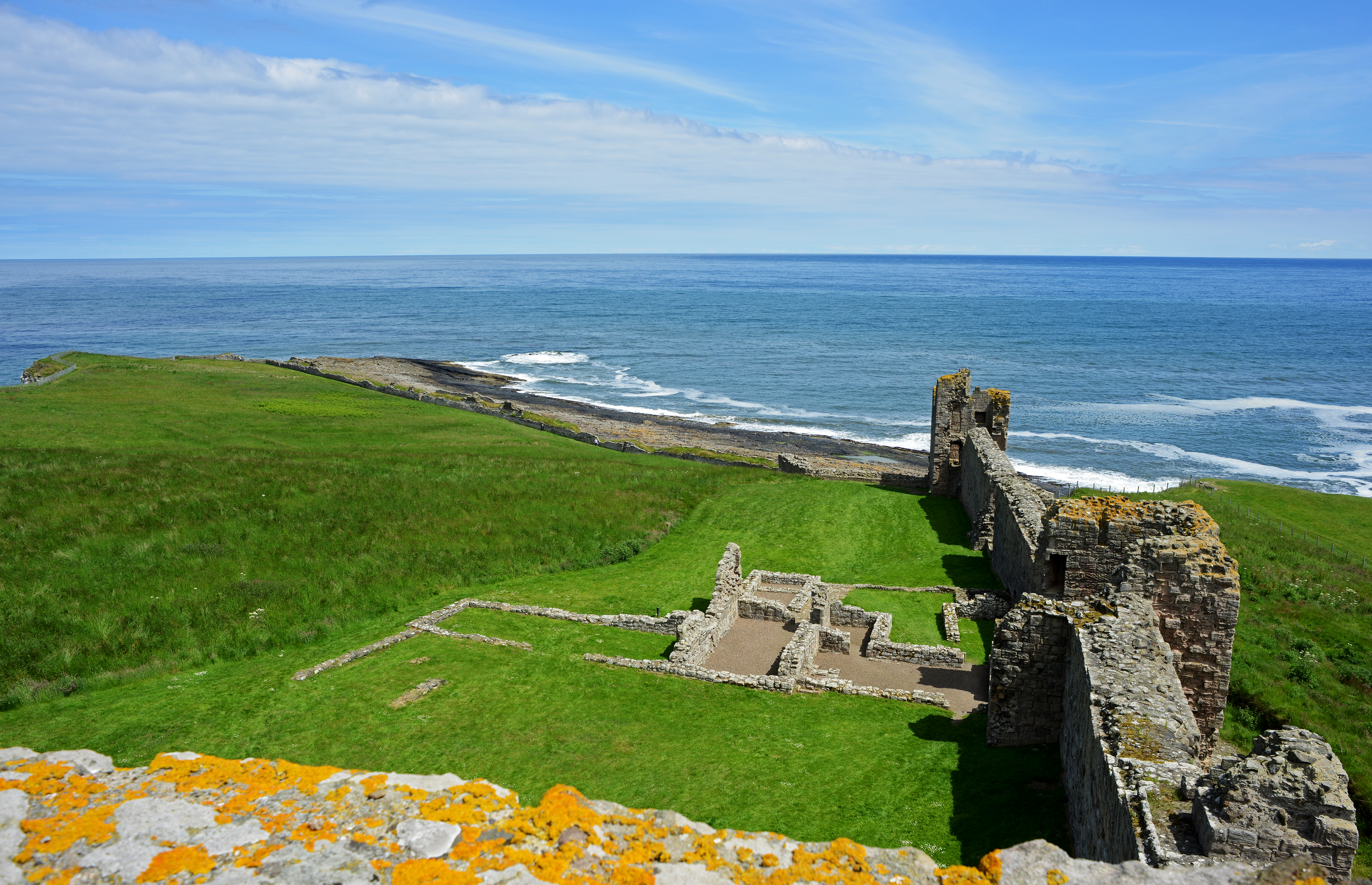
المنظر من القلعة

## وصلات خارجية
- Visit Northumberland – The Official Visitor Site for Northumberland from Northumberland Tourism
- Dunstanburgh Castle information at the National Trust
- Dunstanburgh Castle information at English Heritage
- Information for teachers: English Heritage
- Risk assessment information for teachers: English Heritage
- CastleXplorer Dunstanburgh page
- Find public transport to Dunstanburgh Castle نسخة محفوظة 19 يوليو 2011 على موقع واي باك مشين. – buses stop about 45 minutes walk from the castle